# USS Kidd (DDG-993)
USS Kidd (DDG-993) – amerykański niszczyciel rakietowy typu Kidd. Budowany dla marynarki wojennej Iranu jako „Kouroush” został przejęty przez US Navy. Okręt otrzymał imię „Kidd” dla upamiętnienia dowódcy pancernika USS „Arizona” Isaaca C. Kidda, który zginął podczas japońskiego ataku na Pearl Harbor. Po wycofaniu ze służby sprzedany w 2004 do Tajwanu, gdzie otrzymał imię „Tso Ying”.

## Historia
Okręt został zamówiony 23 marca 1978 przez Szacha Iranu i miał otrzymać imię „Kouroush”. Stępkę pod budowę okrętu położono 26 czerwca 1978 w stoczni Ingalls Shipbuilding. Na skutek wybuchu rewolucji w Iranie okręt został przejęty przez US Navy. Wodowanie okrętu nastąpiło 11 sierpnia 1979, oddanie do służby 27 marca 1981.
Głównym zadaniem okrętu było zapewnienie obrony przeciwlotniczej. „Kidd” został przystosowany do działania w rejonach tropikalnych m.in. dzięki zainstalowaniu wydajnej klimatyzacji. Po wejściu do służby okręt został skierowany 8 grudnia 1982 w rejon Morza Śródziemnego i Oceanu Indyjskiego. W czasie tej misji odwiedził m.in. hiszpański port Palma i libijski Bejrut. W rejonie Oceanu Indyjskiego odwiedził porty w Kenii i Sri Lance. 2 czerwca 1983 powrócił do bazy Norfolk. Do kwietnia 1985 działał w rejonie wschodniego wybrzeża Stanów Zjednoczonych i Karaibów, gdzie uczestniczył w rutynowych ćwiczeniach i manewrach. Po dotarciu w rejon Morza Śródziemnego uczestniczył w zadaniach realizowanych przez VI Flotę Stanów Zjednoczonych. We wrześniu zapewniał osłonę lotniskowcowi USS „Nimitz”. Okręt powrócił do Stanów Zjednoczonych 5 października 1985.
W styczniu 1991 „Kidd” udał się w rejon Zatoki Perskiej, gdzie wziął udział w operacji Pustynna Burza. W październiku 1992 wziął udział w operacji antynarkotykowej w rejonie Ameryki Południowej. W październiku 1994 wszedł w skład Carrier Task Force 60 której trzonem był lotniskowiec USS „Dwight D. Eisenhower”. Siły te zaangażowały się w działania rozjemcze sił międzynarodowych po rozpadzie Jugosławii.
Okręt został wycofany ze służby 12 marca 1998. W 2004 został sprzedany Tajwanowi, gdzie wszedł do służby 3 listopada 2006 jako „Tso Ying” (DDG-1803).